# Wałbrzyska Specjalna Strefa Ekonomiczna

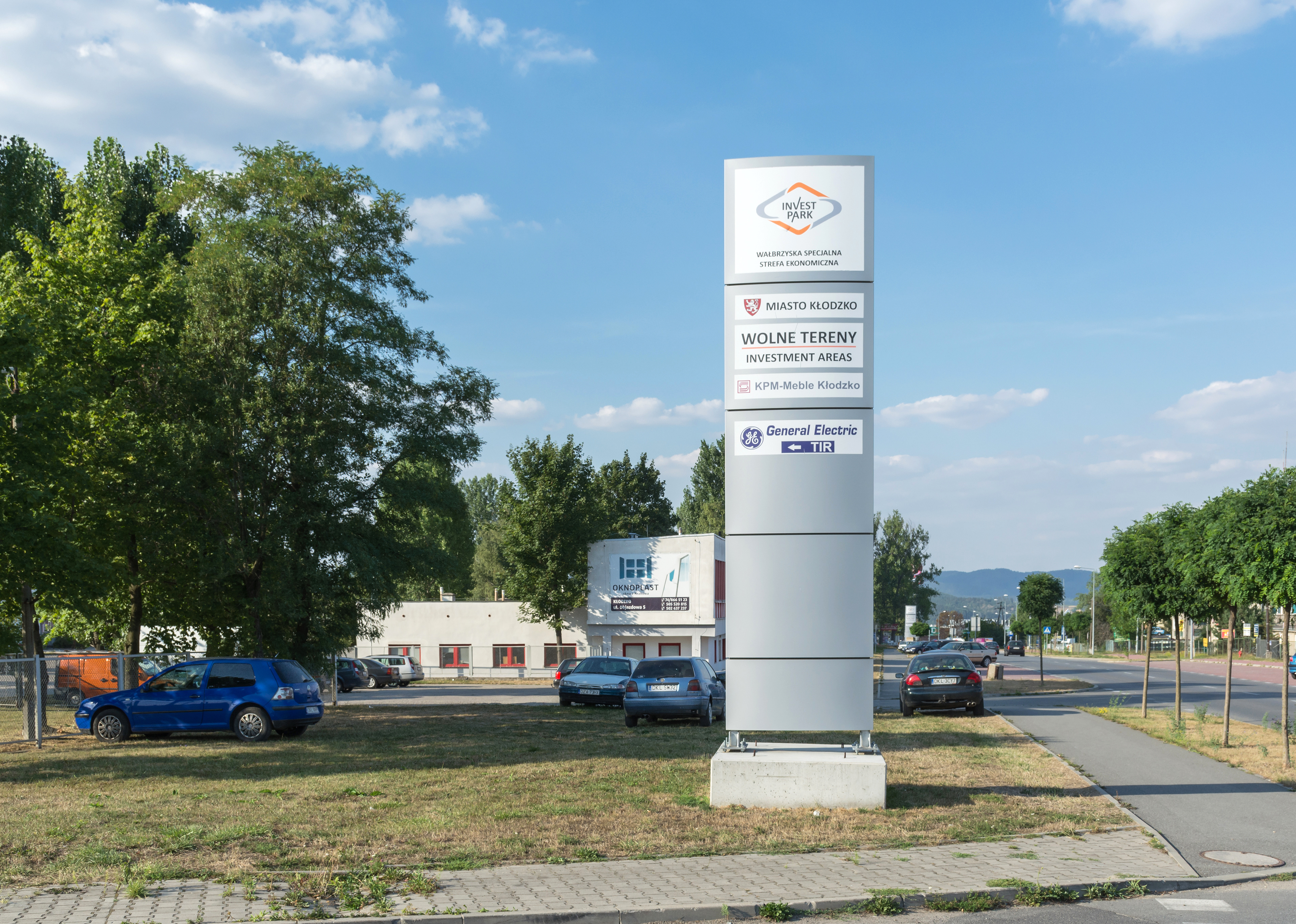
Pylon w Kłodzku

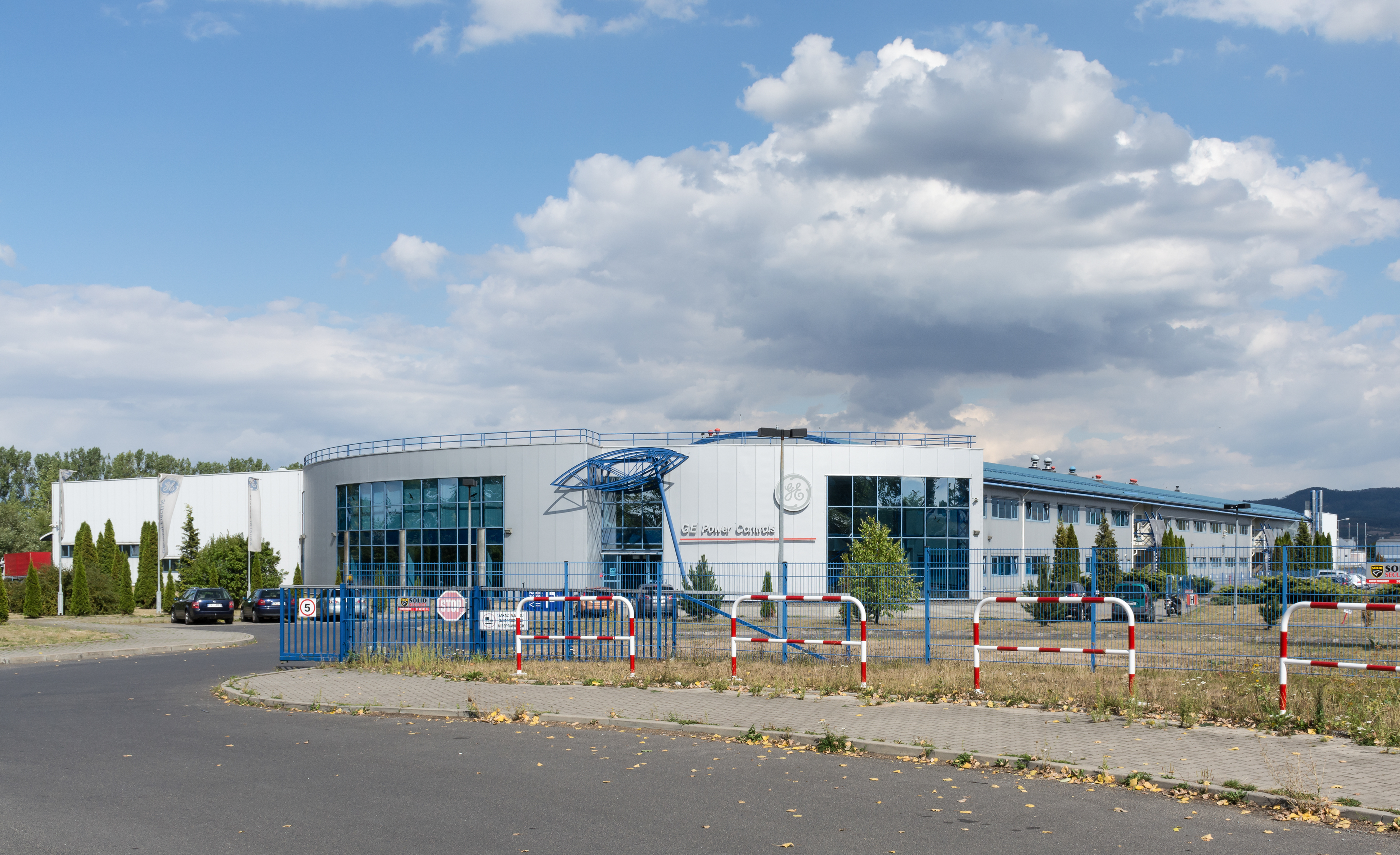
Zakład General Electric w Kłodzku

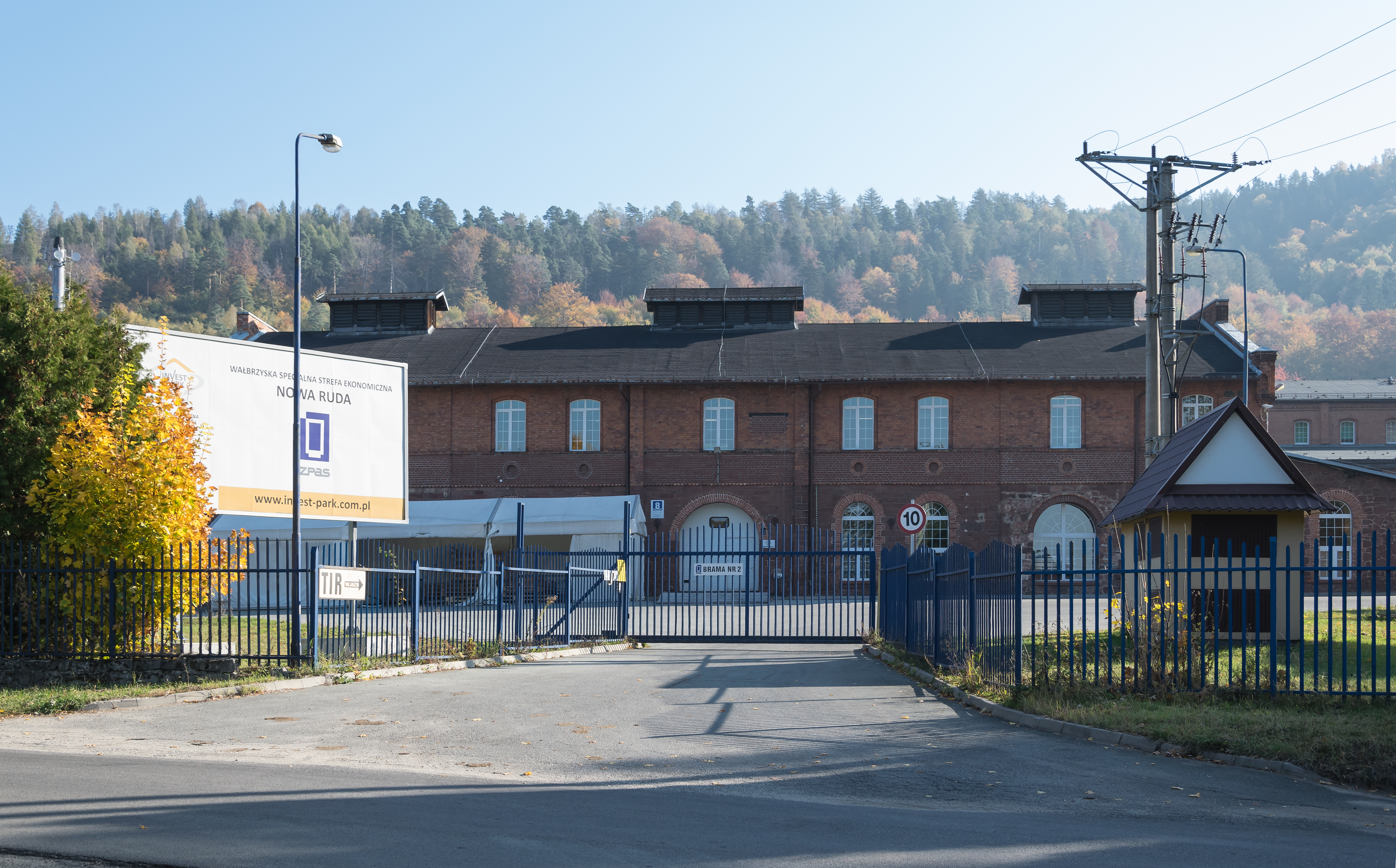
Zakład Produkcji Automatyki Sieciowej w Przygórzu

Wałbrzyska Specjalna Strefa Ekonomiczna „Invest-Park” – specjalna strefa ekonomiczna ustanowiona została rozporządzeniem Rady Ministrów z 15 kwietnia 1997 r., które weszło w życie 29 maja 1997 roku. Od 2008 Wałbrzyska SSE działa na podstawie wielokrotnie zmienianego rozporządzenia z 15 grudnia 2008.
Wałbrzyska strefa obejmuje 3500 ha terenu w 51 lokalizacjach i jest największą z 14 specjalnych stref ekonomicznych w Polsce. Prowadzi w niej działalność 190 przedsiębiorców. Łączne nakłady w strefie sięgnęły 22 mld złotych, a zatrudnienie znalazło blisko 45 tys. osób.

## Historia
Wałbrzyska Specjalna Strefa Ekonomiczna „Invest-Park” położona jest w południowo-zachodniej Polsce w województwach dolnośląskim, opolskim, wielkopolskim oraz lubuskim.
Wałbrzyska Specjalna Strefa Ekonomiczna powstała jako rekompensata (odszkodowanie) dla miasta Wałbrzych po zamknięciu kopalń.
Region, w którym ustanowiono Strefę, od kilkuset lat związany był z przemysłem wydobywczym i włókienniczym. Posiadał również bogate tradycje przemysłowe w takich branżach, jak elektromaszynowa, metalowa, elektrotechniczna, budowy maszyn czy też przetwórstwa tworzyw sztucznych i ceramicznej. Likwidacja kopalń węgla, która rozpoczęła się na początku lat 90. XX wieku, wpłynęła niekorzystnie na kondycję zakładów kooperujących, w tym również z przemysłu maszynowego, elektromaszynowego i innych działających na potrzeby górnictwa. Przyczyniło się to lawinowego przyrostu bezrobocia.
Niezwłocznie podjęto działania zmierzające do zmiany tej sytuacji oraz restrukturyzacji istniejących zakładów. Jednym z takich rozwiązań, którego celem była aktywizacja gospodarcza regionu, było ustanowienie Wałbrzyskiej Specjalnej Strefy Ekonomicznej. W pierwszych latach funkcjonowania zajmowała obszar 255 ha, z lokalizacją w czterech podstrefach: Wałbrzych, Dzierżoniów, Nowa Ruda i Kłodzko. Zarządzanie strefą powierzono Wałbrzyskiej Specjalnej Strefie Ekonomicznej „Invest-Park” Spółce z o.o. z siedzibą w Wałbrzychu. Głównymi jej udziałowcami są: Skarb Państwa, który posiada decydującą liczbę głosów, gminy, na terenie których znajdują się podstrefy, instytucje finansowe – banki oraz agencje rządowe, wśród nich Agencja Rozwoju Przemysłu S.A.
W związku z dynamicznym rozwojem strefy oraz wysokim stopniem zagospodarowania obszarów objętych strefą (włączając pełne wykorzystanie dostępnych terenów w niektórych podstrefach) od końca 2000 roku tereny WSSE systematycznie powiększono oraz włączano nowe podstrefy. Od 2004 roku weszły w życie przepisy umożliwiające ustanowienie podstrefy WSSE na nowym obszarze, do tej pory nieobjętym specjalną strefą ekonomiczną. Warunkiem ustanowienia nowej podstrefy była realizacja nowej inwestycji o wartości co najmniej 40 mln euro lub tworzącej co najmniej 500 nowych miejsc pracy. Z nowych uregulowań skorzystały takie firmy jak Electrolux, IBM, Wabco, Colgate czy Cadbury. Kolejnym przełomowym rokiem w historii funkcjonowania WSSE „Invest-Park” był rok 2006, w którym tereny Strefy zostały zagospodarowane w ponad 85%. Podjęte działania zaowocowały zwiększeniem obszaru Strefy o prawie 500 ha na początku 2007 roku.

## Strefa w liczbach
Wykres zmiany powierzchni Wałbrzyskiej Specjalnej Strefy Ekonomicznej „Invest-Park” w latach 1997–2016 (w ha)
Wykres zmiany nakładów inwestycyjnych w Wałbrzyskiej Specjalnej Strefie Ekonomicznej „Invest-Park” w latach 1997–2016 (w mld złotych)
Liczba inwestorów, którzy zdecydowali się na inwestycje w WSSE w latach 2004–2014
Najpopularniejsze podstrefy WSSE w roku 2017

## Dzisiaj
Obecnie Wałbrzyska Specjalna Strefa Ekonomiczna „Invest-Park” to 51 podstref, z których dwadzieścia osiem położonych jest na terenie województwa dolnośląskiego, tj. na terenie: Wałbrzycha, Nowej Rudy, Kłodzka, Dzierżoniowa, Żarowa, Jelcza-Laskowic, Kudowy-Zdroju, Świdnicy, Wrocławia, Oławy, Strzelina, Strzegomia, Brzegu Dolnego, Bolesławca, Wiązowa, Wołowa, Ząbkowic Śląskich, Sycowa, Świebodzic, Bystrzycy Kłodzkiej, Twardogóry, Góry, Bielawy, Oleśnicy, Kobierzyc, Jawora, Dobromierza, Wądroża Wielkiego. Osiem podstref położonych jest na terenie województwa wielkopolskiego –  w Jarocinie, Kaliszu, Krotoszynie, Śremie, Lesznie, Wrześni, Kościanie,  Rawiczu, Książu Wielkopolskim,  dwanaście znajduje się na terenie województwa opolskiego –  w Opolu, Nysie, Namysłowie, Praszce, Kluczborku, Skarbimierzu i Prudniku, Lewinie Brzeskim, Niemodlinie, Otmuchowie, Grodkowie oraz dwie w województwie lubuskim, w Szprotawie i Świebodzinie. WSSE „Invest-Park” obejmuje obszar o łącznej powierzchni 3502,16 ha.

## Przedmiot działalności
Do zadań Spółki należy przede wszystkim prowadzenie działań promujących podejmowanie działalności gospodarczej w strefie oraz działań skierowanych na rozwój strefy poprzez gospodarowanie majątkiem, rozbudowę infrastruktury oraz kompleksową i fachową obsługę inwestorów. Spółka zarządzająca ma uprawnienia, z upoważnienia ministra właściwego do spraw gospodarki (obecnie minister przedsiębiorczości i technologii), do przeprowadzania przetargów i rokowań na sprzedaż gruntów oraz prawo udzielania zezwoleń na prowadzenie działalności gospodarczej w strefie.